# Спорт в Крыму
Спорт в Крыму является частью культуры полуострова. Наиболее востребованы летние виды спорта, которыми занимаются около 80-90 % местных спортсменов. Самым популярным видом спорта является футбол. Симферопольский клуб «Таврия» известен как первый футбольный чемпион независимой Украины и единственная крымская команда, которая выступала в высшей лиге СССР.
В период СССР в городах полуострова была построена спортивная инфраструктура: сеть стадионов, тренировочных баз в курортно-лечебных местностях, где благодаря мягкой зиме можно было проводить сборы в межсезонье, сеть детско-юношеских спортивных школ, бассейнов. В на полуострове действовали региональные советы всех основных советских спортивных обществ. Основную роль в Севастополе играли спортивные общества Черноморского флота и культивировались, в том числе, водные виды спорта.
В высших спортивных лигах Украины выступали такие крымские клубы как «Таврия» и «Севастополь» (футбол), «Керкинитида» и «Крымсода» (волейбол), «Грифоны» и «Орлан» (баскетбол), «Тигры» (бейсбол), ВМФ Севастополь (водное поло).
После присоединения Крыма к России местные спортивные команды фактически перестали участвовать в украинских турнирах, а ряд спортсменов стали выступать под российским флагом. По состоянию на сезон 2024/25 ни одна крымская команда не была представлена в высших лигах России по командным видам спорта олимпийской программы.
К 2023 году спортом и физкультурой в Крыму занималось более 250 тысяч жителей, в основном детей до 14 лет. На территории полуострова расположено около 3 тысяч спортивных объектов. Крупнейшей спортивной ареной является стадион «Локомотив» в Симферополе, принимавший в советское время международные матчи таких клубов как киевское «Динамо», московские «Торпедо» и «Спартак», а также сборной СССР, поскольку газон стадиона в конце осени был свободен от снега. В Евпатории существует Национальный центр паралимпийской и дефлимпийской подготовки и реабилитации инвалидов, открытый в 2002 году.
Среди уроженцев Крыма рекорд по количеству медалей Олимпийских игр принадлежит гимнастке Марии Гороховской, завоевавшей семь медалей (2 золотые и 5 серебряных). Пловчиха Яна Клочкова побеждала на Олимпиаде наибольшее количество раз среди крымчан — 4 раза. Тренировавшийся и живший на полуострове виндсёрфер Максим Оберемко участвовал в шести Олимпийских играх подряд.
Действующим лучшим боксёром мира вне зависимости от весовой категории является уроженец Симферополя Александр Усик. В 2002 году шахматист Сергей Карякин стал самым молодым гроссмейстером в истории и удерживал этот рекорд до 2021 года. По итогам 2018 года лучшим игроком мира в пляжном футболе среди женщин признавалась севастопольчанка Марина Фёдорова, выступающая за сборную России.

## История

### Античность

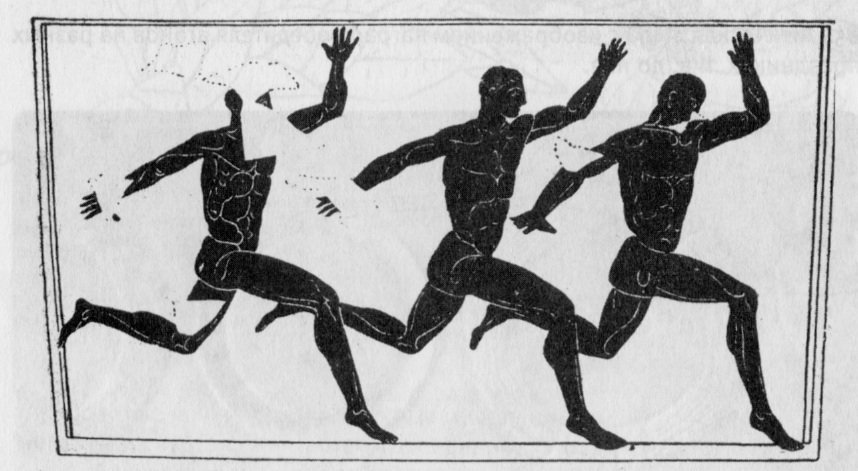
Состязание в беге на панафинейской амфоре из кургана Ак-Бурун близ Пантикапея

Появление спорта на территории Крыма связано с греческой колонизацией Северного Причерноморья. В Древней Греции спорт являлся важной частью общественной жизни и был тесно связан с религией и военным искусством. Благодаря археологическим находкам известно о существовании спорта в Херсонесе и Пантикапее.
Физическое воспитание молодёжи было важной частью обучения в школах Херсонеса и являлось частью системы образования на протяжении столетий. Местом физической подготовки и умственного развития граждан был гимнасий. В программу гимнасий в Херсонесе входил пентатлон, бег и кулачные бои. Пентатлон включал в себя бег на короткую дистанцию, прыжок в длину, метание диска, метание копья и борьбу. В археологических источниках, найденных в Херсонесе, упоминается такой вид спорта как анкиломахия, который не встречается нигде за пределами полиса, поэтому правила игры неизвестны. Предположительно, это игра в мяч с привязанной к нему петлей.
Однозначного подтверждения выступлений херсонеситов на Античных Олимпийских играх нет. Тем не менее существуют сведения об их участии в таких всегреческих соревнованиях как Пифийские и Панафинейские игры. Своё развитие в Херсонесе получили гладиаторские бои, пришедшие в полис под влиянием Римской империи. Угасание спорта в древнегреческих колониях произошло с распространением христианства.

### Крымское ханство

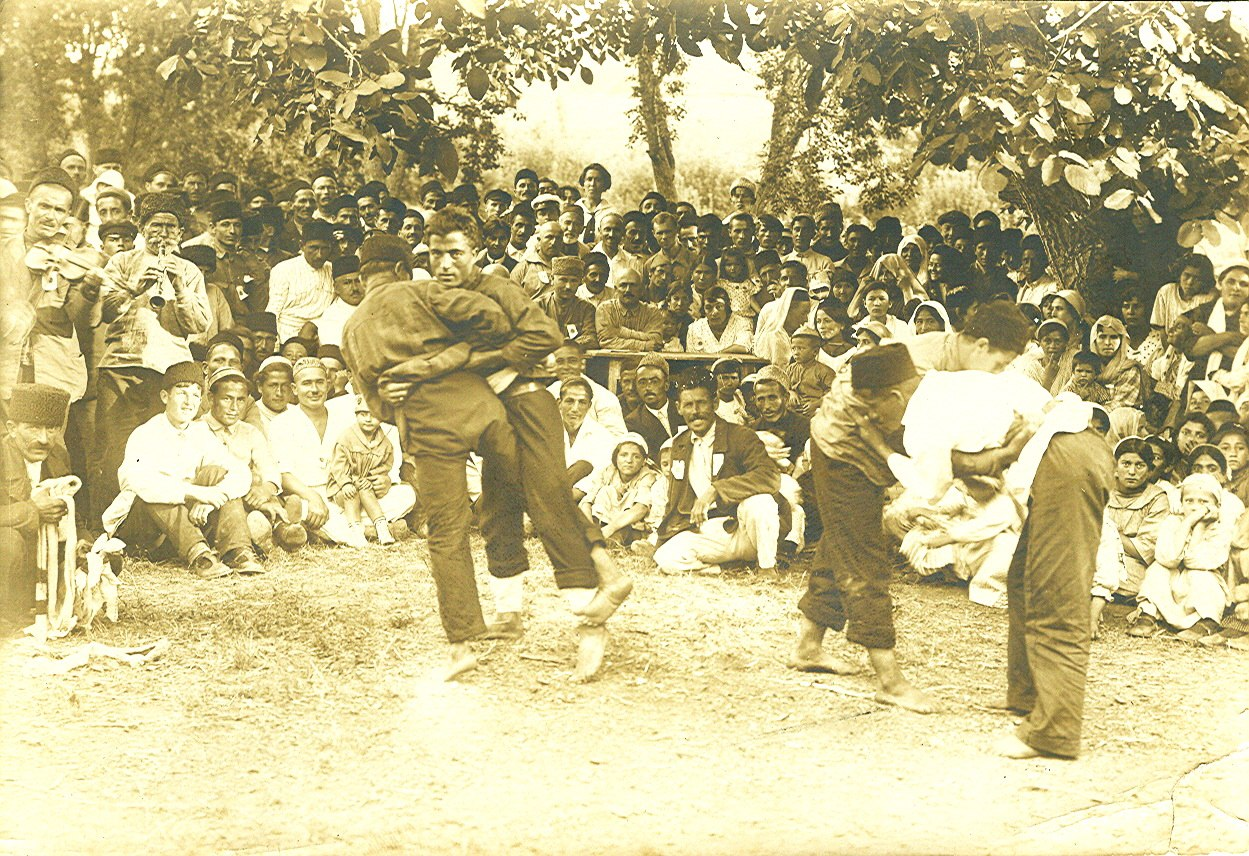
Борьба куреш на празднике Дервиза в Крыму, 1920-е годы

В Крымском ханстве популярностью пользовалась борьба куреш. В XVI—XVIII веках победителей соревнований по курешу, стрельбе из лука и конных скачках брали в специальные подразделения (капы къулу) в крымском войске.

### Российская империя
Первый ипподром в Симферополе был открыт около 1820 года (между современными улицами Крымских партизан и Дмитрия Ульянова). В 1881 году было организовано Таврическое скаковое общество во главе с президентом А. А. Кавелиным. Наибольшее количество наград на симферопольском ипподроме завоёвывали лошади завода Фальц-Фейнов, которые получили в период с 1885 по 1903 год призов на сумму более 100 тысяч рублей. Решением Таврического земского собрания от 1869 года было принято решение допускать к скачкам исключительно лошадей коннозаводчиков Таврической губернии.

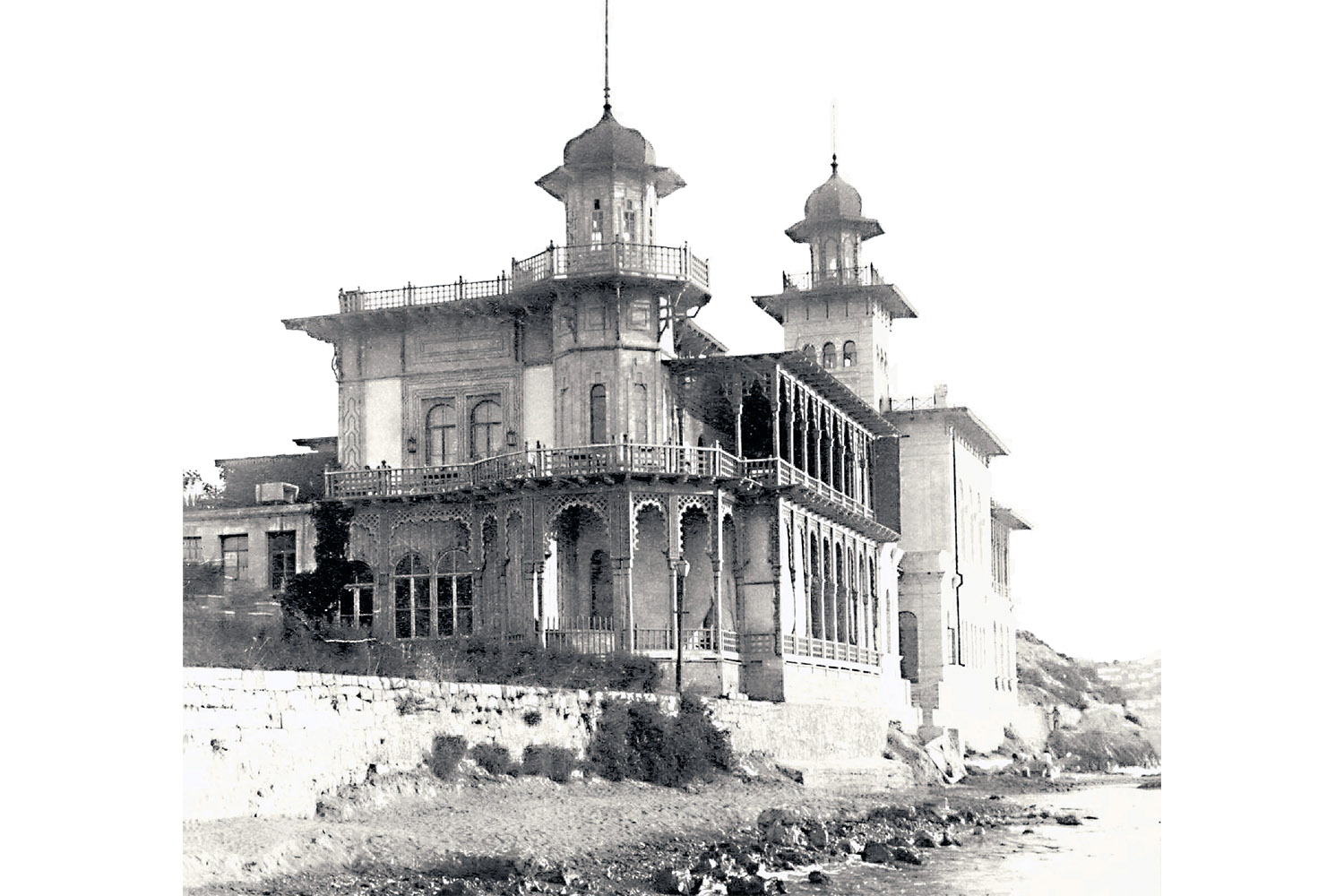
Севастопольский яхт-клуб

Развитию парусного спорта способствовал командующий Черноморского флота Михаил Лазарев, который в 1848 году добился разрешения направить яхту «Ореанда» под руководством лейтенанта Ивана Унковского в Кронштадт для участия в соревнованиях, где черноморский экипаж финишировал первым.

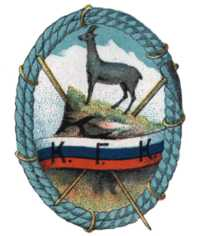
Нагрудный знак члена Крымского горного клуба

Крымско-Кавказский горный клуб был создан 6 мая 1890 года по образцу известных в Европе так называемых альпийских клубов. Кроме заявленных научно-просветительских и экскурсионных целей он стал пионером крымского горного туризма и альпинизма. Туристическая маршрутная сеть Крыма во многом базируется на тропах, созданных силами клуба.
В конце XIX века в Таврической губернии в среде состоятельных граждан начал развиваться велоспорт. Симферопольский велосипедный кружок был создан в 1894 году. При участии земского головы Серебрякова в Симферополе был выстроен первый велотрек. В 1899 году на велотреке прошла первая женская велогонка. Большой гимнастический зал был оборудован в 1909 году на пляже «Санитас» в Евпатории близ дачи Семёна Дувана «Мечта».
Связано с Крымом имя борца Ивана Поддубного, который приехал в Крым на заработки в возрасте 21 года. Работал в портах Севастополя и Феодосии, где его силу заметили любители тяжёлой атлетики Антон Преображенский и Василий Васильев, благодаря чему Поддубный начал заниматься борьбой.
Основоположником стратегической двухходовки в российских шахматах стал уроженец Карасубазара (Белогорск) Константин Гаврилов.

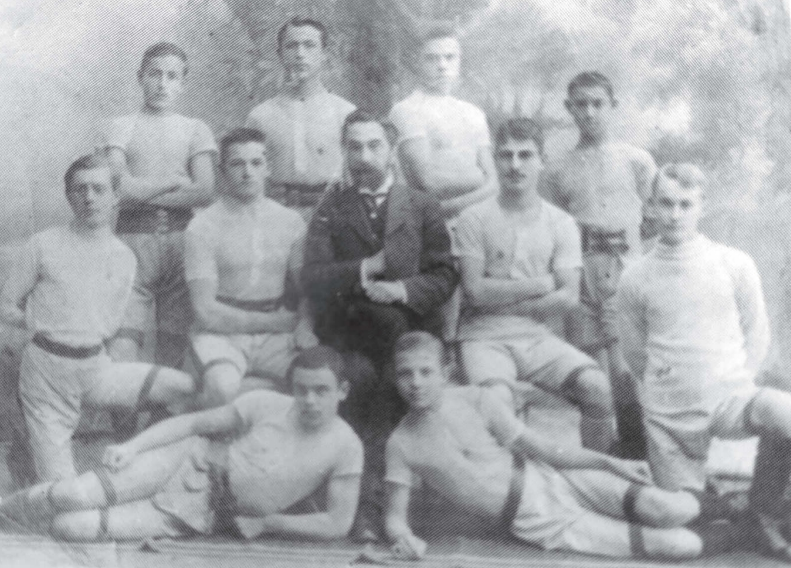
Керченская команда «Лаун-Теннис и Футбол клуба» под руководством И. Симмелиди. 1914 год

Организованные спортивные общества, «кружки футболистов», начали появляться в Крыму в начале XX века. Кружки не имели официального статуса, а сами игроки занимались футболом в качестве хобби. На заре появления футбола на полуострове он был распространён в основном среди обеспеченных людей. Остальные не могли позволить себе заниматься футболом из-за длительного рабочего дня, отсутствия средств на покупку формы или мяча, не говоря уже о внесении членского взноса в кружок футболистов.
В Керчи в 1909 году было зарегистрировано общество «Лаун-Теннис и Футбол клуба». Председателем футбольной команды, созданной при данном обществе, являлся И. Симмелиди. Членами общества стали ученики гимназии и торговой школы, рабочие и служащие.

### СССР
Советская власть начала создавать пролетарские спортивные клубы при профсоюзных коллективах и различных военных формированиях. Согласно решению Совета народных комиссаров РСФСР от 27 июня 1923 года все частные спортивные клубы Крыма, созданные по законам Российской империи, были ликвидированы. Тем не менее, уже в 1925 году на полуострове имелось 85 кружков физической культуры, где числилось более 3 тысяч человек.

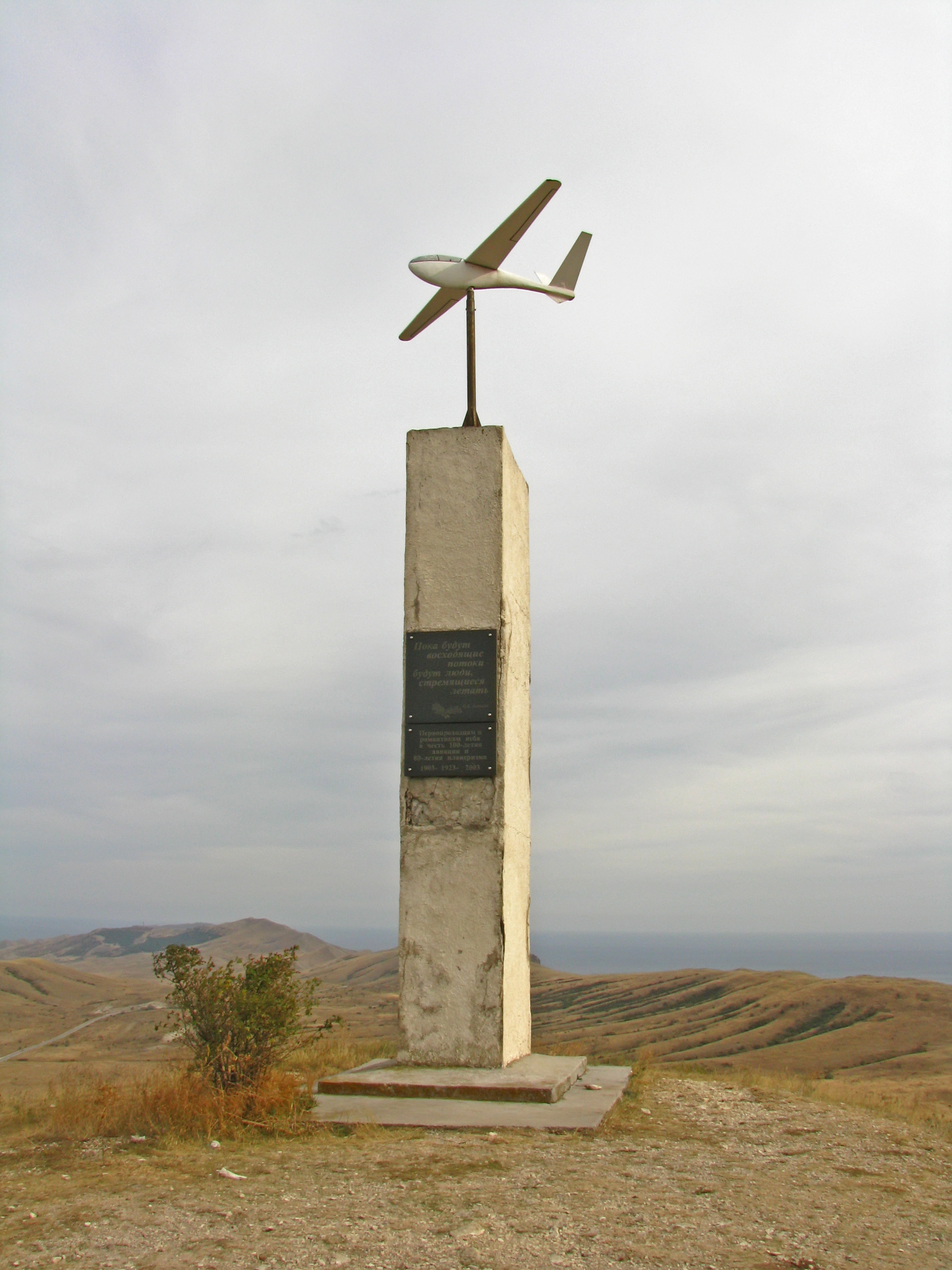
К 50-летию I планерного слёта в 1973 на плато был установлен памятник планеристам в виде планера А-13

По инициативе пионера советского планеризма Константина Арцеулова на горе Узун-Сырт недалеко от Коктебеля были проведены в 1923 году I Всесоюзные планерные испытания, которые потом стали ежегодными. 18 ноября 1923 года рекордный парящий полет Леонида Юнгмейстера продолжался 1 час 2 минуты 30 секунд. Соревнования считаются рождением планерного спорта СССР.
С 1925 года на Черноморском флоте СССР проводятся ежегодные спартакиады. В 1940 году состоялась очередная XV спартакиада, в 2023 году XCIV спартакиада ЧФ РФ.
В 1926 году на полуострове было организовано общество «Динамо» при крымской подразделении ОГПУ.

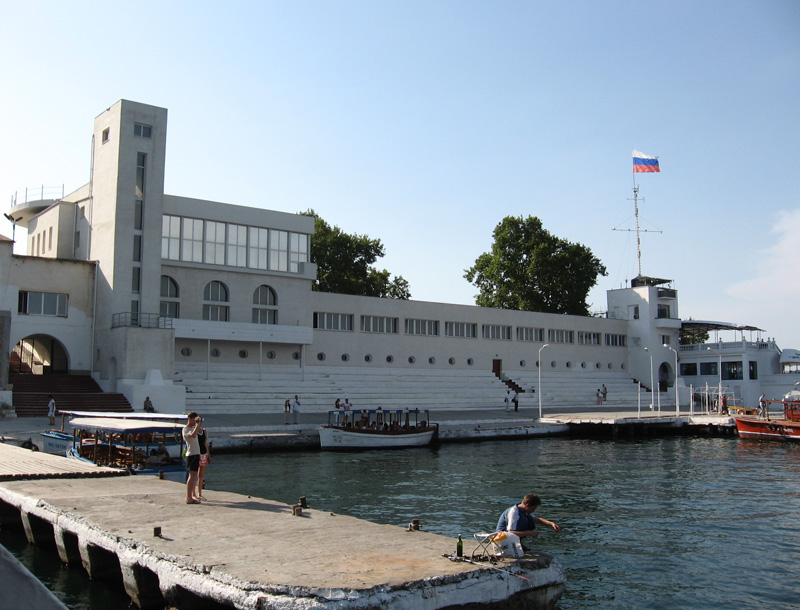
Водная станция Черноморского флота

В 1932-33 годах вошла в строй Водная станция Динамо (ныне 44-й спортклуб ЧФ РФ). Новейшее здание в стиле авангардного рационализма архитекторов М. И. Долгополова, А. А. Венсана позволяло проводить в теплое время года соревнования по плаванию, прыжкам в воду, водному полу, гребле.
В 1934 году при управлении НКВД в Симферополе был построен спортивный зал. Общество «Спартак» появилось в 1937 году и объединило физкультурные кружки и команды промысловой кооперации.
Сборная Крымской АССР принимала участие во Всесоюзной Спартакиаде 1928 года, где крымчане соревновались в футболе, баскетболе, троеборье, плавание, городках, теннисе, спортивной ходьбе, тяжёлой атлетике. На соревнованиях 1934 и 1935 годов феодосиец Анатолий Тараненко устанавливал рекорды Советского Союза в толчке одной рукой — 97,5 кг. В Крыму занимался гимнастикой Николай Серов из Керчи, ставший чемпионом III летней рабочей олимпиады 1937 года в Антверпене.
Участником Великой Отечественной войны являлся чемпион Черноморского флота по боксу Игорь Хмельницкий, который был удостоен звание Героя Советского Союза посмертно. Сражался на фронтах и боксёр Алексей Чернышев, становившийся чемпионом Крыма, Севастополя, Черноморского флота и призёром первенстве Красной армии в полутяжёлом весе. Возрождение спорта в Крыму после окончания войны началось с запуска обществ «Динамо» и «Спартак». До 1950 года были восстановлены такие общества как «Искра», «Пищевик», «Труд», «Локомотив», «Буревестник», «Медик», «Строитель» и «Металлург».
Тренером в обществе «Динамо» с 1946 по 1966 год по тяжёлой атлетике был И. Г. Мальцев установивший 19 рекордов СССР и 11 мировых рекордов в толчке левой рукой. Мальцев стал прообразом скульптуры Руслана, которую лепил Леонид Смерчинский для Детского парка в Симферополе.
Значительное влияние на развитие художественной гимнастики Крыма оказала Эмилия Германовна Камынина, добившаяся её введения в качестве нового вида физической культуры в учреждениях полуострова. Важный вклад в развитие бокса на полуострове сделал Педро Саэс, прибывший в СССР после окончания гражданской войны в Испании и создавший тренерскую школу в Симферополе. В его честь с 1980 года ежегодно проводится международный турнир по боксу категорию «А».
Сильнейшим футбольным клубом полуострова являлась симферопольская «Таврия», созданная в 1958 году. Команда становилась победителем Второй лиги СССР в 1973 году, а в 1980 году — первой лиги, что позволило ей сыграть в высшей лиги советского футбола. В сезоне 1986/87 команда доходила до полуфинала Кубка СССР, выступая при этом в третьем по силе дивизионе страны.
В 1962 году на Черноморском флоте была основана 134-я спортивная рота, которая существовала до распада СССР. Во время своего расцвета в её составе службу проходило до 300 человек. Для развития физической культуры в 1976 года в Севастополе была открыта фабрика трикотажных спортивных изделий, где трудилось порядка 400 человек. Росло число и тренеров по различным видам спорта. Так к 1970 году таких специалистов было 13, а в 1980 их насчитывалось уже 47.
Севастополец МСМК А. К. Левищев — чемпион СССР (1972, 54 кг), участник матчей СССР-США, чемпион УССР (1974, 1975). Воспитанники севастопольской школы бокса, представляющие Спортивный клуб КЧФ неоднократно становились чемпионами ВС СССР и чемпионами УССР: В. Б. Сосновский (1987, 54 кг), В. А. Вяткин (1989, 1990, 1991, 51 кг).
Четыре раза Крым принимал чемпионат Украинской ССР по шахматам. Трижды, представлявший Севастополь, шахматист Владимир Маланюк побеждал на первенстве УССР среди мужчин в 1980, 1981 и 1986 годах. В женском украинском первенстве золото брали Любовь Щербина в 1975 году и Наталья Ручьёва, также защищавшие цвета Севастополя.
В 1986 году состоялось первое автомобильное ралли Антика, которое позднее проводилось под названием ралли Ялта по 2013 год с перерывами.

### Украина

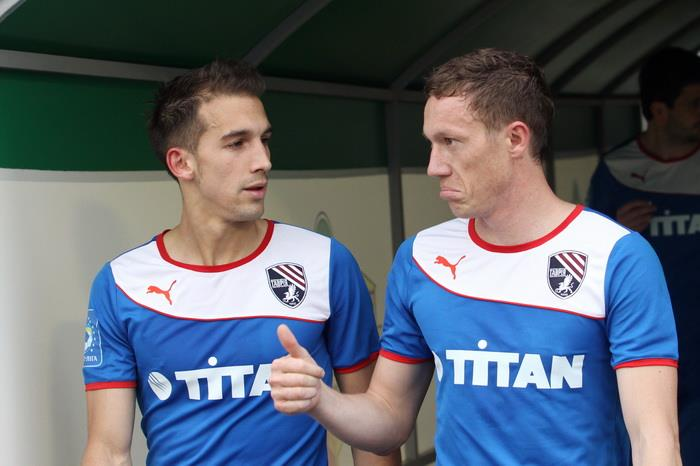
Игроки ФК «Таврия» в 2014 году

Первым чемпионом независимой Украины по футболу стала «Таврия», обыгравшая в решающем матче киевское «Динамо», получив первой право представлять страну в Лиге чемпионов УЕФА.
Представители Черноморского флота стали чемпионами Украины по боксу: В. А. Вяткин (1991, 51 кг), А. С. Закарьян (1992, 54 кг), С. П. Родюков (1994, 63.5 кг).

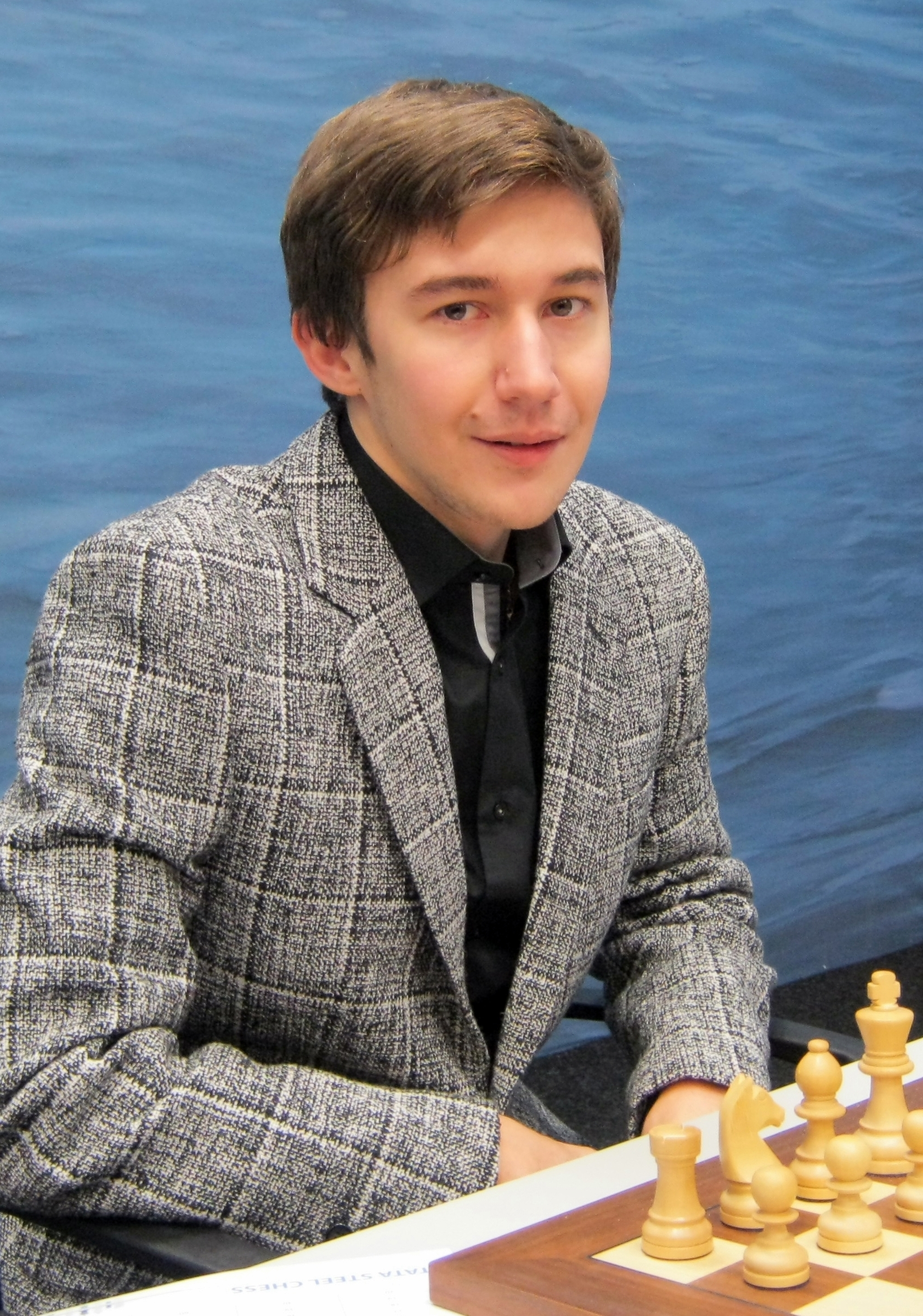
Сергей Карякин в 2012 году

Дебютный чемпионат Украины по шахматам среди мужчин принимал Симферополь. В целом полуостров 12 раз являлся местом проведения украинских шахматных чемпионатов. Самым молодым гроссмейстером в мире в 12 лет стал Сергей Карякин из Симферополя, который впоследствии начнёт представлять на международных соревнованиях Российскую Федерацию. Рекорд крымчанина держался почти 20 лет, пока в 2021 году его не побил Абхиманью Мишра из США.
Трижды побеждала в женском чемпионате Украины по шахматам Татьяна Василевич из Евпатории.
Основанная в 1992 году женская волейбольная команда «Керкенитида» из Евпатории дважды завоёвывала бронзу чемпионата Украины и побеждала в Кубке Украины. Финансируемый Крымским содовым заводом мужской клуб «Крымсода» становился неоднократным призёром чемпионата и кубка Украины по волейболу, выступал в международных соревнованиях.
Первым чемпионом независимой Украины по водному поло стала команда Военно-морского флота из Севастополя, имевшая в общей сложности четыре титула чемпиона страны в начале 1990-х годов. Неоднократными призёрами чемпионата и кубка Украины по бейсболу становились симферопольские «Фотон» и «ТНУ-Тигры». Участником чемпионата Украины по хоккею (дивизион «Б») в сезоне 2009/10 был симферопольский «Легион». В чемпионате Украины по американскому футболу участвовали «Симферопольские Тавры» и «Севастопольские Титаны». Существовала также команда «Стервятники» из Ялты, выступавшая в турнирах для начинающих команд.
Трижды полуостров был организатором чемпионатов Украины по боксу и по шоссейному велоспорту. В 2012 году в Севастополе состоялся чемпионат Украины по дзюдо. До 2013 года проводилось автомобильное ралли в Ялте. Это единственная гонка в календаре Чемпионата Украины по ралли, которая полностью проходила на асфальтовом покрытии. Также Ялта трижды принимала розыгрыши чемпионата Украины по лёгкой атлетике. В марте 2007 года на ялтинском стадионе «Авангард» прошёл Кубок Европы по зимним метаниям.
К 2007 году занятиями физической культурой и спортом в Автономной Республике Крым занималось 10,1 % населения.

### Российская Федерация
После присоединение Крыма к России перед местными спортсменами встал вопрос представлять в дальнейшем Россию, либо продолжить выступать за Украину на международных соревнованиях. Спортсмены, принявшие российское гражданство, столкнулись с проблемой получения виз из-за международных санкций и давлением со стороны украинских спортивных федераций. В 2018 году президент России Владимир Путин пообещал найти решение для выступления крымских команд и атлетов на международных спортивных соревнованиях.

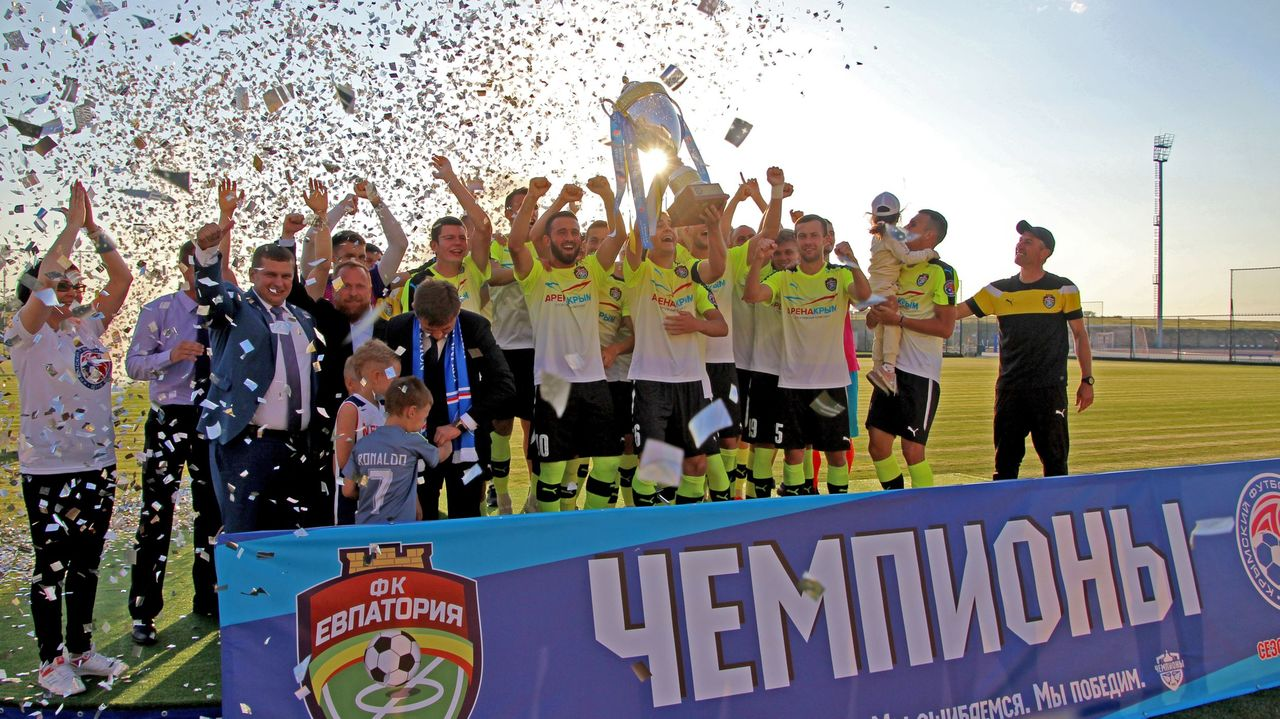
Футболисты «Евпатории» празднуют победу в Премьер-лиге КФС сезона 2017/18

Три футбольные команды были допущены до участия в Втором дивизионе России сезона 2014/15, однако уже спустя полгода были сняты с розыгрыша из-за запрета УЕФА клубам из Крыма выступать в турнирах Российского футбольного союза, а самой организации было запрещено заниматься организацией футбола на территории полуострова. Для продолжения развития футбола в Крыму была создана Премьер-лига Крымского футбольного союза. Низкий уровень чемпионата и отсутствие матчей с соперниками не из Крыма привёл к тому, что посещаемость футбольных матчей заметно упала и составила около 120 зрителей в среднем. В 2023 году во вторую российскую лигу вновь были заявлены две крымские команды, которые тем не менее не выступали в Кубке России.
В качестве участника чемпионата России 2014 года по пляжному футболу среди женщин была заявлена команда «Крымчанка», игравший в бело-синей форме как у мужского футбольного клуба «Севастополь». По итогам турнира команда стала чемпионом России, однако перед последней игрой во избежание проблем с международными санкциями футболистки играли под названием «Олимпик» (Краснодар). Лучшим бомбардиром того турнира стала уроженка Севастополя Марина Фёдорова. В 2018 году Фёдорова, выступающая за сборную России, была признана лучшим игроком мира среди женщин по итогам года в пляжном футболе. Её брат Остап Фёдоров становился победителем чемпионата мира 2021 года по пляжному футболу, который проходил в Москве.
Продолжили выступать в чемпионате России по американскому футболу «Титаны» (Севастополь) и «Тавры» (Симферополь). В 2018 году команды из-за различных проблем приняли решение объединиться в сборную Крыма для выступления на Кубке России, а впоследствии американский футбол в Крыму на уровне чемпионата России и вовсе исчез. Александра Томашпольская из Севастополя являлась третьей на постсоветском пространстве девушкой, занимавшейся судейством в американском футболе.
Зарегистрировалась для участия чемпионате России по водному поло сезона 2014/15 команда из Севастополя, однако в итоге на турнире не выступила. Решением Федерации водного поло Украины от 11 ноября 2016 года украинским ватерполистам было запрещено выступать за крымские команды в российских турнирах. На 2016 год в Ялте планировалось проведение международного Гран-при про прыжкам в воду (Diving Grand Prix 2016), однако после обращения Федерации плавания Украины Международная федерация плавания приняла решение отменить соревнование в Крыму.
Наиболее значимым всероссийским турниром, прошедшем в Крыму после аннексии, стал чемпионат России по шоссейному велоспорту, организованный в Севастополе Федерацией велосипедного спорта России в 2016 году. На время пандемии COVID-19 все спортивные мероприятия на территории полуострова были запрещены.
В мае 2018 года был учреждён первый гандбольный клуб полуострова — «Таврида», который стал базироваться в Первомайском районе. В сезоне 2018/19 женская команда «Таривда» стала участником Первой лиге России (зона «Юг»). Первый турнир по гандболу Первомайское принимало в феврале 2025 года, а его участниками стало три команды. Соревнование проходило среди юношей 2010—2011 годов рождения и было посвящено памяти основателя гандбола в Первомайском районе Виктора Филипповича Иванова.
После вторжения России на Украину Международная шахматная федерация отстранила от своих турниров выступавшего под флагом России гроссмейстера Сергея Карякина, а в 2024 году — исключила его из шахматного рейтинга. На играх БРИКС 2024 года, организованном российскими властями в Казани и позиционировавшихся как замену Олимпийским играм в Париже, которые РФ решила бойкотировать, крымские спортсмены завоевали 7 медалей.
По состоянию на 2023 год физической культуры и спортом занималось более 250 тысяч жителей Крыма (без Севастополя), при этом значительная часть (около 150 тысяч) находилась в возрастной группе от 3 до 14 лет. Численность штатных работников физической культуры и спорта в 2017 году составляла 2860 человек. Социологический опрос проекта «Крымский мониторинг» в 2016 году показал, что регулярно занимаются спортом лишь 3,5 % симферопольцев и 26 % севастопольцев.

## Крымчане на Олимпийских играх

### На играх с 1952—1992

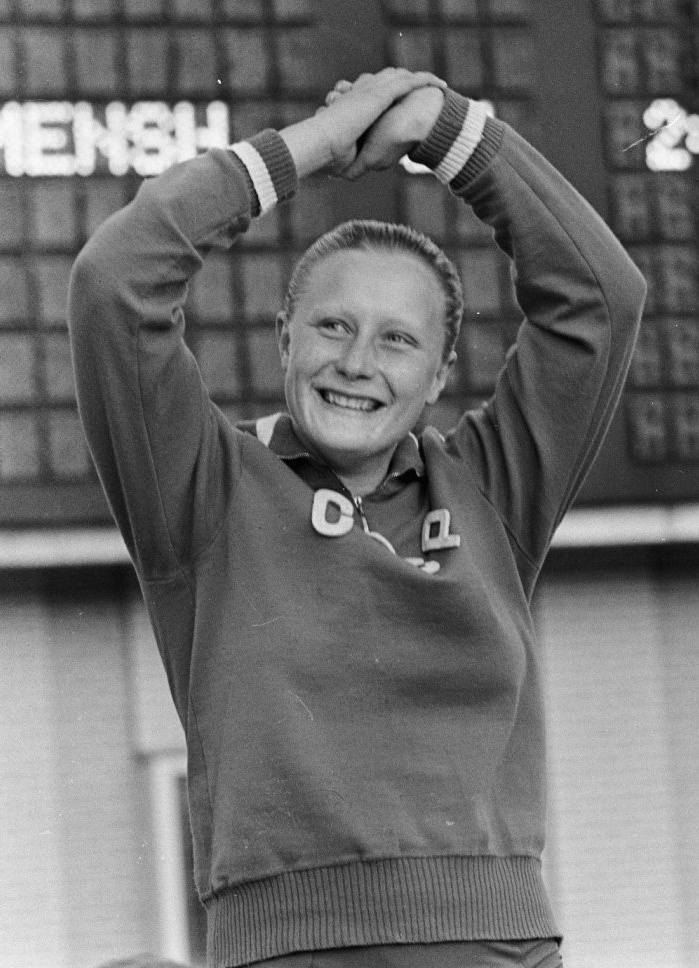
Галина Прозуменщикова

На первых для СССР Олимпийских играх 1952 года в Хельсинки выступил уроженцы полуострова легкоатлетка Евгения Сеченова (Севастополь) и гимнастка Мария Гороховская (Евпатория). Последняя завоевала сразу семь медалей, включая две золотые, став обладательницей наибольшего числа медалей, завоёванных женщиной на одной Олимпиаде. Её достижение удалось повторить в 2021 году австралийской пловчихе Эмме Маккеон. При этом крымчанка стала олимпийской чемпионкой в возрасте 30 лет, что превышает возраст всех других абсолютных олимпийских чемпионок. Должен был выступить на Олимпиаде экипаж Черноморского флота в гонках на яхтах класса «Л-3» во главе в мичманом Михаилом Неделько, но на турнире он остался в запасе и не стартовал.
На Олимпиаде 1956 года в Мельбурне выступил симферополец Анатолий Черепович в велогонках. В 1960 году в Риме и 1964 году в Токио советскую команду представлял Валерий Булышев из Сейтлера (сейчас — Нижнегорский). Чемпионкой игр 1964 года стала севастопольская пловчиха Галина Прозуменщикова, становившаяся впоследствии призёршей игр 1968 и 1972 годов. Велогонщик-евпаториец Виктор Быков защищал цвета СССР на Олимпиадах 1968 и 1972 годов.
Олимпийским чемпионом 1972 года в борьбе стал Рустем Казаков, родившийся в семье крымских татар, депортированных в Узбекскую ССР. Дважды (в 1976 и 1980) баскетбольную бронзу привозил уроженец Севастополя Александр Сальников. В 1976 году на играх в Монреале выступил метатель копья Василий Ершов из города Саки. Участниками игр 1980 года в Москве были легкоатлеты Анатолий Решетняк (Евпатория) и Игорь Дугинец (Куйбышево).
Серебряными призёрами Олимпиады 1988 года в Сеуле стали крымский татарин Наиль Мухамедьяров в тяжёлой атлетике и севастополец Сергей Кирсанов в гребле на байдарках. Кроме них в Корее выступали легкоатлетки Елена Белевская (Евпатория) и Татьяна Джабраилова (Симферополь), а также велогонщик Виктор Климов (уроженец села Совхозное Симферопольского района).
За велосборную СНГ на играх 1992 года в Барселоне выступили симферопольцы Алексей Бочков и Наталья Кищук. Последняя приняла участие и в Олимпиаде 1996 года в Атланте. На играх 1992 года играл и волейболист Дмитрий Фомин из Севастополя, который уже на следующих играх взял российское гражданство и занял в составе российской команды четвёртое место.

### На играх с 1996—2008

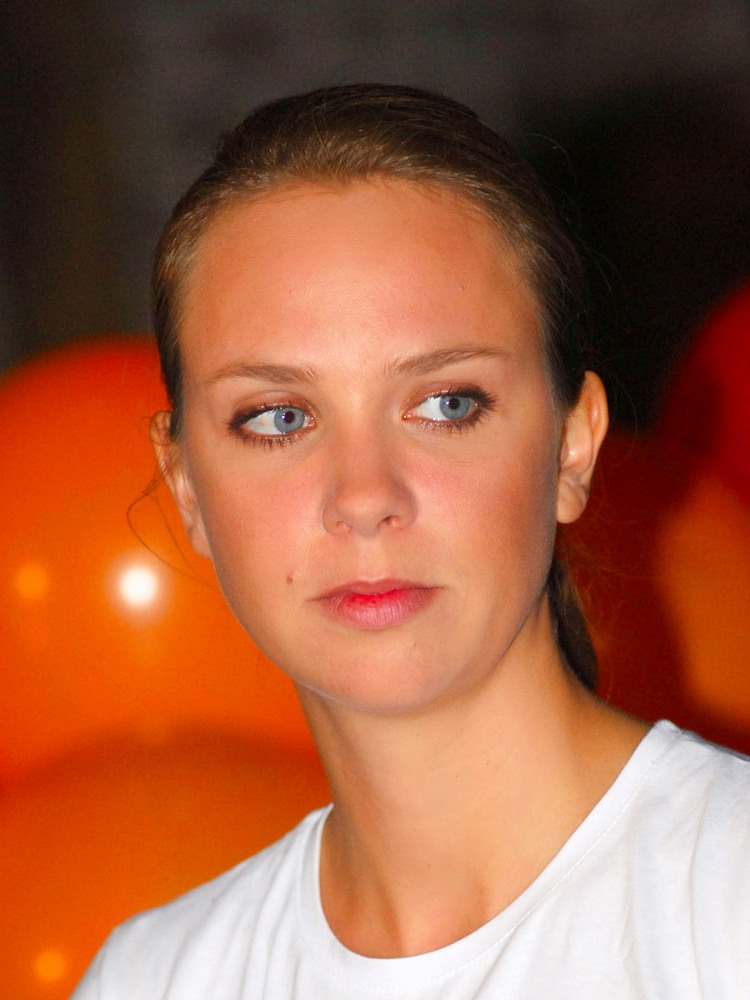
Екатерина Серебрянская

Приняли участие в играх 1996 года в Атланте крымчане Андрей Яценко (велоспорт), Евгений Шестаков (бокс) и Яна Мануйлова (лёгкая атлетика). В ватерпольную сборную Украины входило сразу пять игроков из СК «Севастополя» Олег Владимиров, Виталий Хальчицкий, Игорь Горбач, Вадим Кебало и Анатолий Солодун. Под руководством Юрия Дрозина, также представляющего Севастополь, команда заняла 12 место. Четвёртое место в составе сборной Украины по баскетболу заняла Диана Садовникова (Ярополова) из Севастополя. Золотую медаль по художественной гимнастике привезла 16-летняя уроженка Симферополя Екатерина Серебрянская. Трижды на пьедестал Олимпиады в 1996, 2000 и 2004 году поднималась евпаторийка Руслана Таран, специализирующаяся на парусном спорте. Начинавший заниматься виндсёрфингом в Крыму Максим Оберемко выступал сразу на шести Олимпиадах (1996, 2000, 2004, 2008, 2012, 2016).

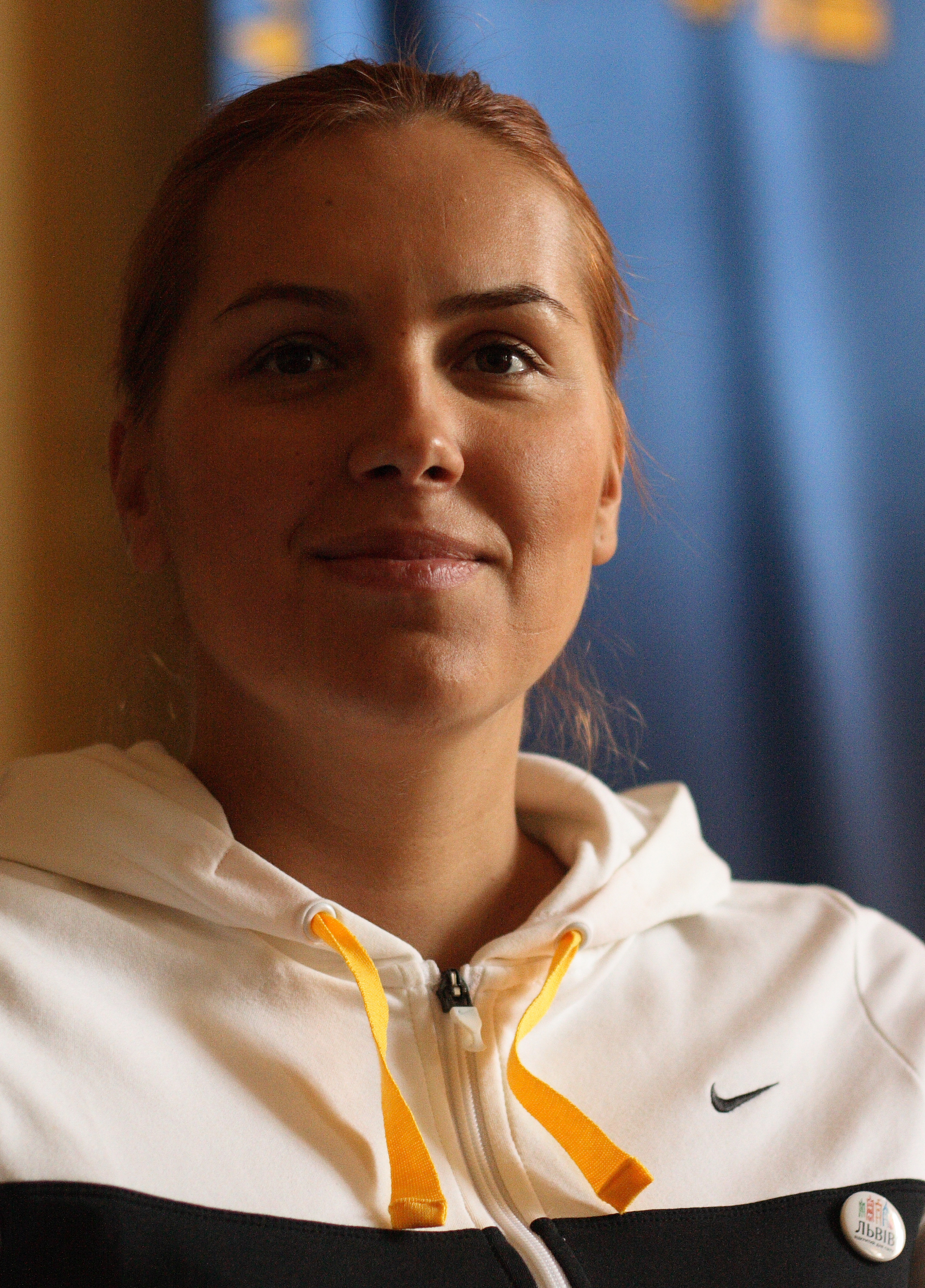
Яна Клочкова

Впервые на играх 2000 года в Сиднее была представлена крымская боксёрская школа: Сервин Сулейманов, Александр Яценко и Сергей Доценко. Последний стал серебряным призёром в весе до 67 кг. Участником яхтенной гонке был севастополец Сергей Тимохов, в соревнованиях по велоспорту выступила Татьяна Стяжкина из Симферополя, а её земляк Алексан Степанян вышел на ковёр в греко-римской борьбе. На играх 2000 и 2004 года участвовал уроженец села Золотое Поле Кировского района легкоатлет Евгений Зюков.

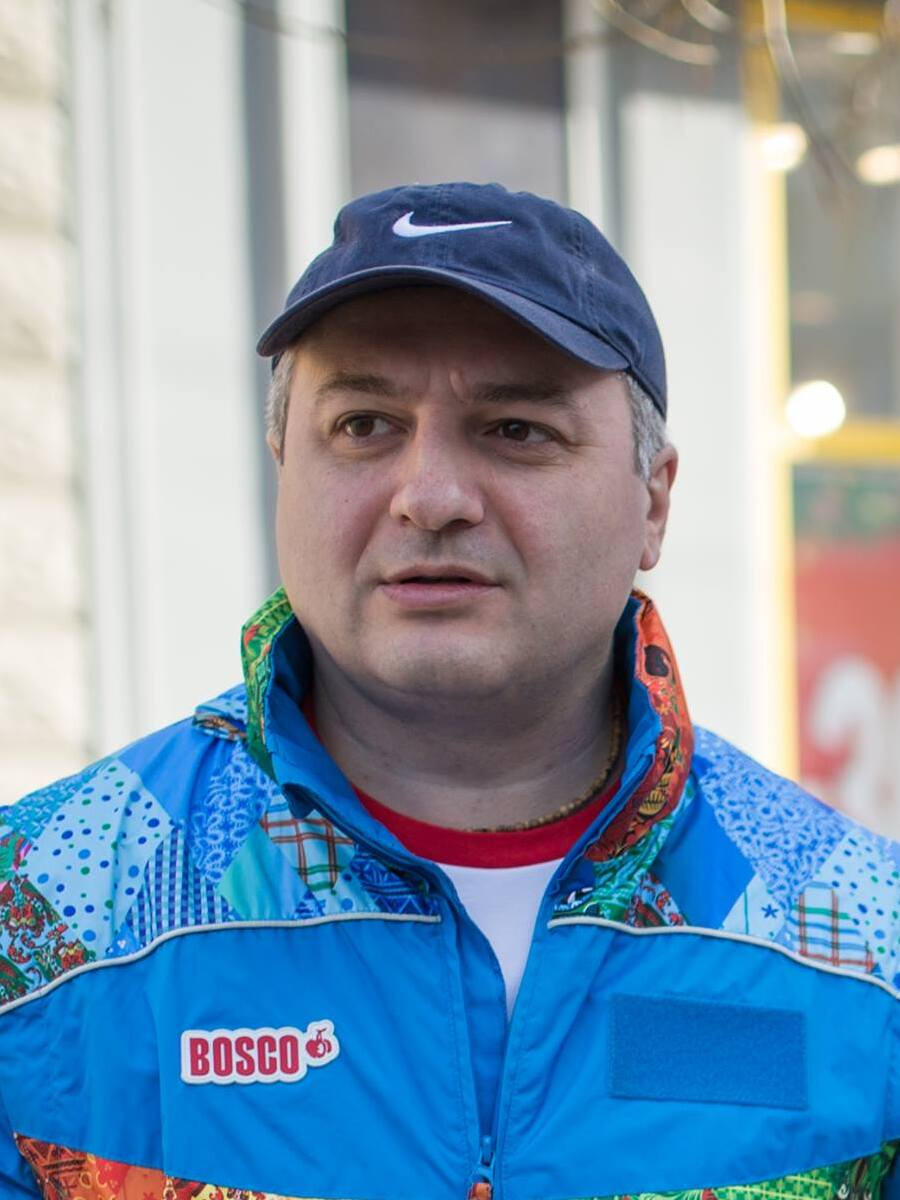
Артур Айвазян

Дебютировала на Олимпиаде в Австралии симферопольская пловчиха Яна Клочкова, которая завоевала две золотые и одну серебряную медаль. На следующих играх 2004 года Яна вновь добыла две золотые награды для Украины, а на играх 2008 года была знаменосцем украинской сборной. Золотую медаль игр 2008 года в стрельбе завоевал живущий в Симферополе Артур Айвазян. Представляя на соревнованиях пограничную службу Украины он впоследствии участвовал на играх 2004, 2008 и 2012 годов.
Медаль из Афин в 2004 году для Крыма привезла Светлана Матевушева (Севастополь), ставшая серебряной призёршей в парусной регате. Также в 2004 году выступали уроженцы Симферополя: художественная гимнастка Елена Дзюбчук, легкоатлет Сергей Демидюк, стрелок Владислав Прянишников, велогонщики Роман Кононенко и Людмила Выпирайло.
Участниками Олимпийских игр 2008 года в Пекине были легкоатлетка Людмила Блонская (Симферополь), велогонщики Виталий Щедов (Симферополь) и Евгения Высоцкая (Красноперекопский район), стрелки Александр Лазейкин (Белогорский район) и Иван Рыбовалов (Симферополь), метатель копья Роман Авраменко (Кировское). Во второй для себя раз на Олимпиаде выступила велогонщица Татьяна Стяжкина (Симферополь). Пекинские игры стали дебютными для боксёра Александра Усика (Симферополь) и метательницы копья Веры Ребрик (Ялта), которые затем выступят на играх 2012 года. Трижды (2008, 2012, 2016) участвовал в Олимпиаде велогонщик Андрей Гривко из Симферополя.

### На играх с 2012 по 2024

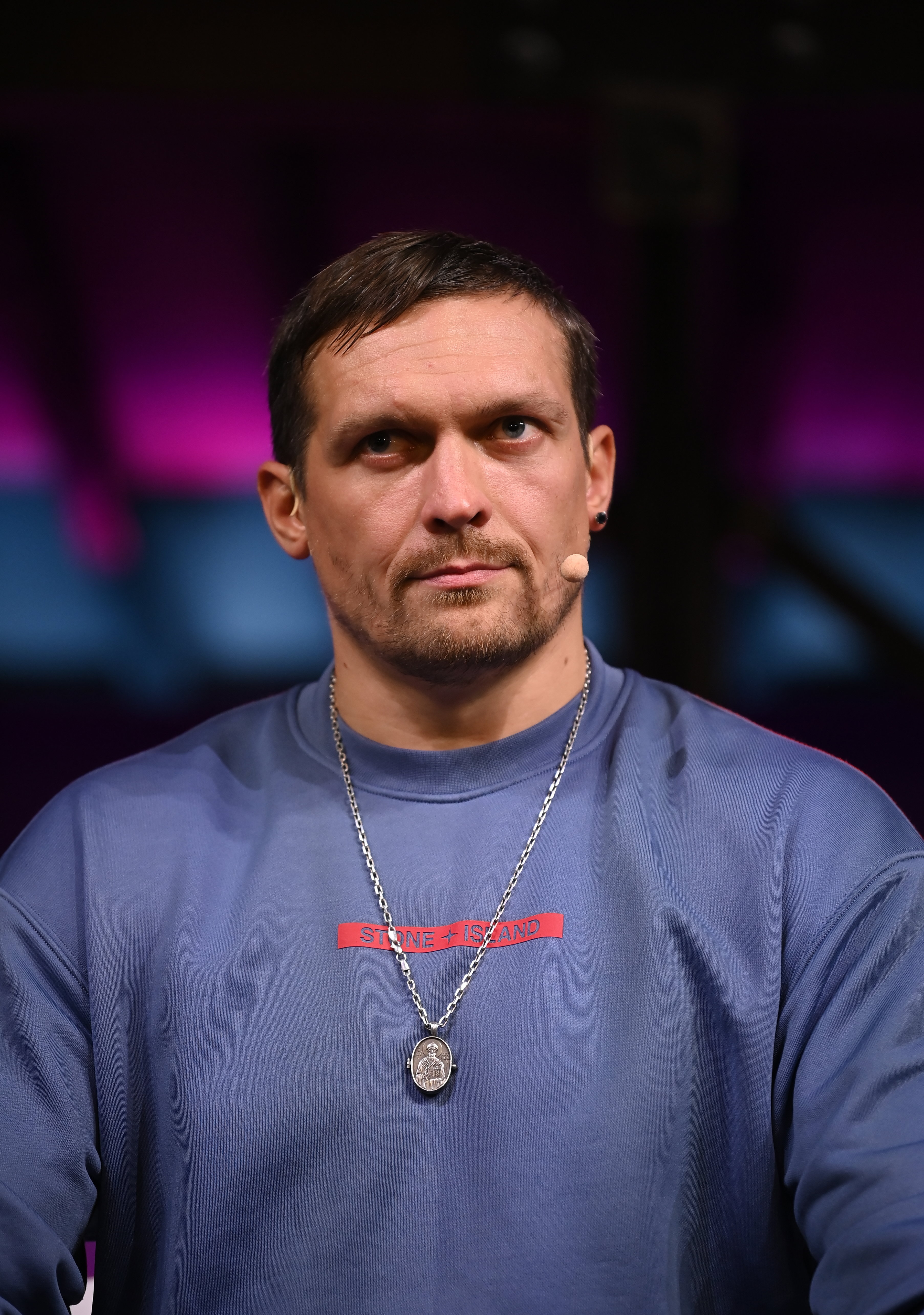
Александр Усик

Триумфом для Александра Усика завершилась поездка на Олимпийские игры 2012 года в Лондоне, где симферополец завоевал золото в весовой категории до 91 килограмм. На играх также участвовали яхтсмен Алексей Борисов, пловец Андрей Говоров, борец классического стиля Ленур Темиров и гимнастка Анна Ризатдинова, которая станет бронзовой призёршей игр 2016 года в Рио-де-Жанейро. На этих играх от Украины также выступили Говоров, Гривко и керчанка Мария Шаталова. В 2021 году единственным крымчанином в украинской сборной на играх в Токио был Ленур Темиров.

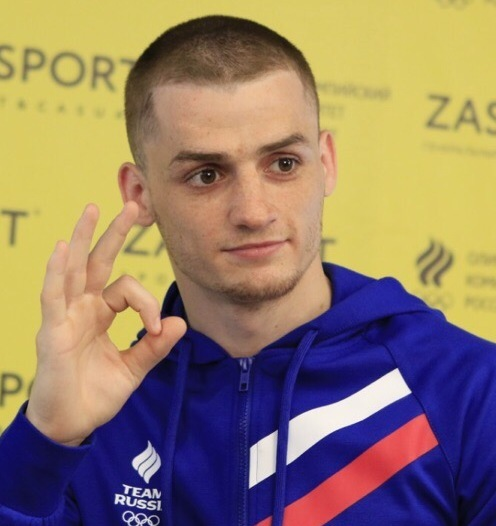
Глеб Бакши

В составе российской сборной на играх в Рио-де-Жанейро 2016 года выступил Максим Оберемко. Перешедшие под российский флаг легкоатлеты Вера Ребрик и Алексей Сокирский не смогли выступить в Бразилии из-за дисквалификации сборной России по лёгкой атлетике, связанного с допинговым скандалом. На следующих играх за российскую команду выступила гребчиха на байдарках Анастасия Долгова из Севастополя, а бронзу привёз боксёр Глеб Бакши из Симферополя.
Накануне Олимпийских игр 2024 года в Париже олимпийской лицензией владела борец вольного стиля Алина Касабиева из Симферополя. Тем не менее из-за кампании по бойкоту игр крымчанка на игры не отправилась, а российскими властями полуострова ей было обещано 1 млн рублей. Бронзовую медаль в самбо завоевал Петер Пальчик, родившийся в Ялте, но живущий с возраста одного года в Израиле.

## Крымчане на Паралимпийских играх

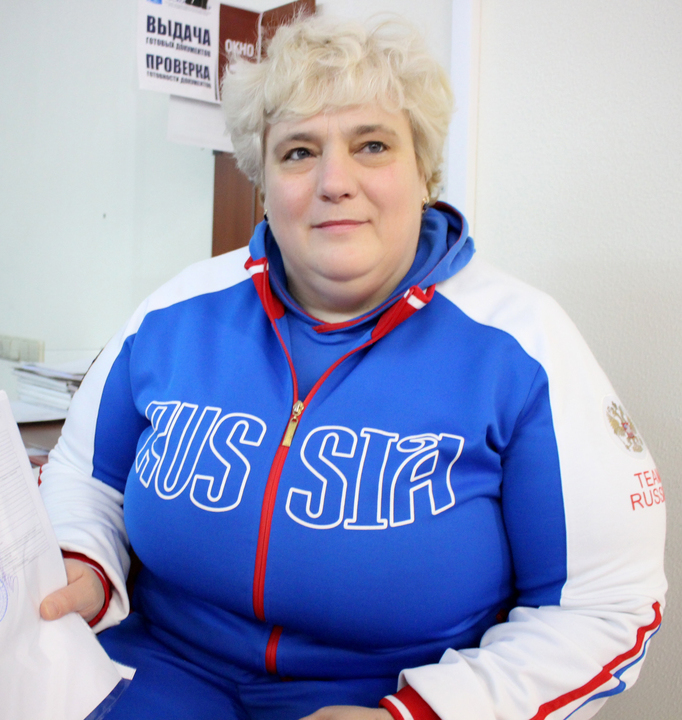
Татьяна Якибчук

Дебют крымчан на Паралимпийских играх состоялся 2000 году в Сиднее в составе сборной Украины. Людмила Османова из Ялты завоевала бронзовую награду в жиме лёжа, участвовала на следующих играх 2004 года, где заняла пятье место. Уроженка Симферополя Татьяна Якибчук добыла серебро в Афинах в толкании ядра, а в Пекине 2008 года стала золотой медалисткой в метании диска.

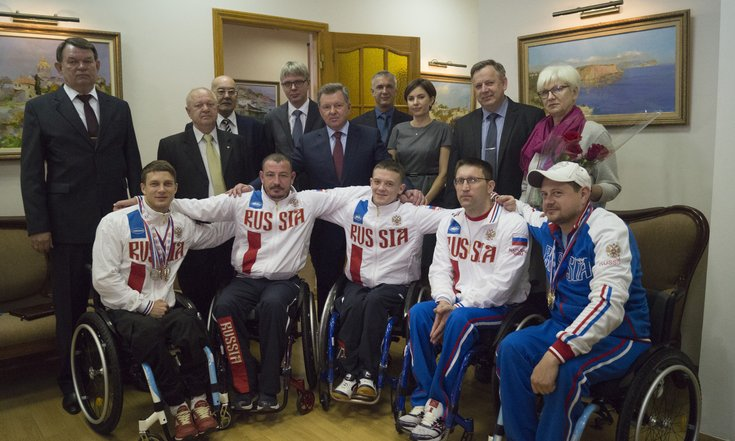
Севастопольские спортсмены-паралимпийцы (в спортивной форме): Эскендер Мустафаев, Андрей Граничка, Илья Журавлёв, Роман Крамерцель и Дмитрий Крыжановский, 2016 год

С двумя серебряными наградами из Греции вернулся севастопольский пловец Дмитрий Крыжановский. На играх в Китае он завоевал одну золотую и серебряную медали. Участниками игр в Пекине также были крымчане Александр Петренко (академическая гребля), Виктория Сафонова (настольный теннис), Анатолий Шевченко (дзюдо) и Анжела Чуркина (волейбол).
Золото с игр Лондона 2012 года привёз пловец Эскендер Мустафаев (плавание), а бронзовыми медалистами стали Ани Палян в плавание и Виктория Сафронова в настольном теннисе. Участниками соревнований также были Анжела Чуркина (волейбол), Дмитрий Крыжановский (плавание).
В 2021 году на Паралимпийских играх в Токио 33-летняя Виктория Сафронова выступала уже за Россию и завоевала серебро. На играх 2024 года в Париже из-за проблем с визами на соревнованиях в составе российской сборной не смогли выступить Виктория Сафронова и Андрей Граничка.

## Водные виды спорта

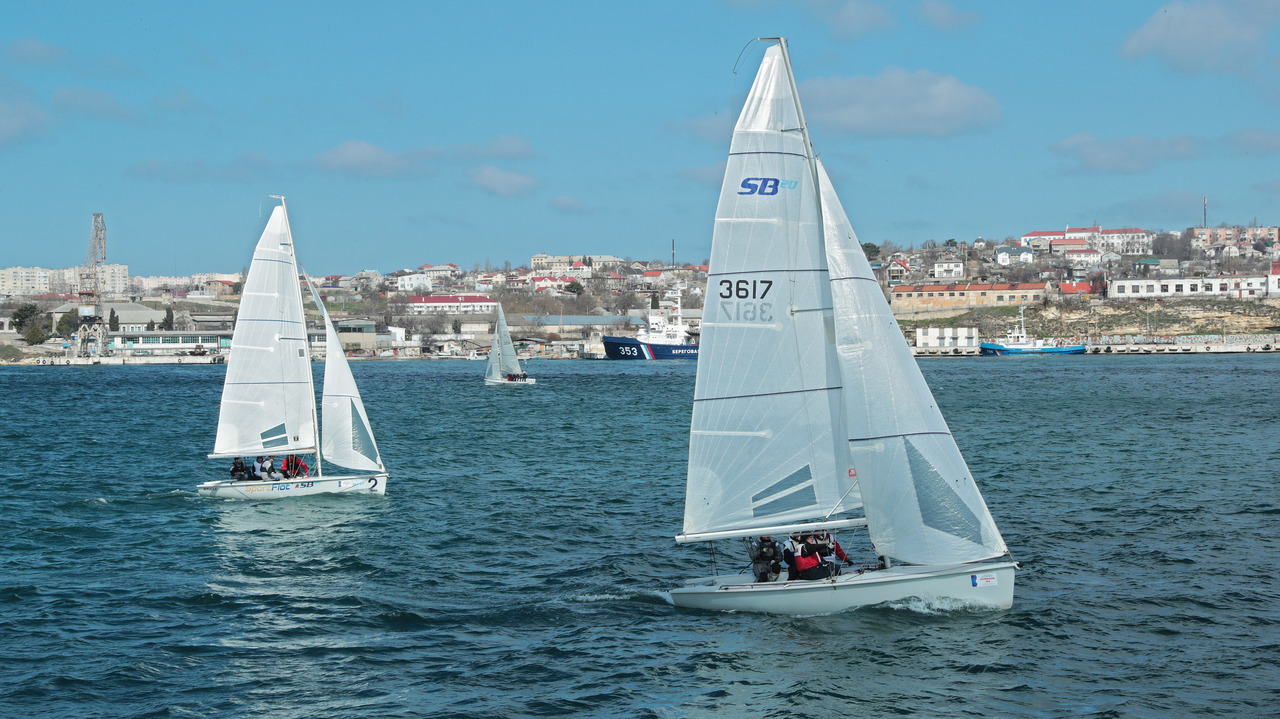
Парусная регата в Севастополе, 2019 год

В списке базовых видов спорта для Севастополя, утверждённых на период с 2022 по 2026 год, входит водное поло, гребля на байдарках и каноэ, парусный спорт. По состоянию на 2022 год на полуострове действовало 22 крытых бассейна. В марте 2023 года в Симферополе был открыт Дворец водных видов спорта Республики Крым, построенный за 1,4 млрд рублей в течение шести лет. Одним из препятствий к развитию к развитию водных видов спорта является высокая стоимость занятий в бассейне.
После присоединения Крыма к РФ на территории полуострова не проводятся как международные, так и чемпионаты России по парусному спорту. Организованная в 2018 году Всероссийской федерации парусного спорта регата в Севастополе вызвала протест со стороны Федерации парусного спорта Украины, которая потребовала от Международной федерации парусного спорта дисквалифицировать ВФПС.
Греблей в Крыму занимаются на Симферопольском водохранилище (ДЮСШ № 5) и на базе «Чайка» в Инкермане.

## Зимние виды спорта

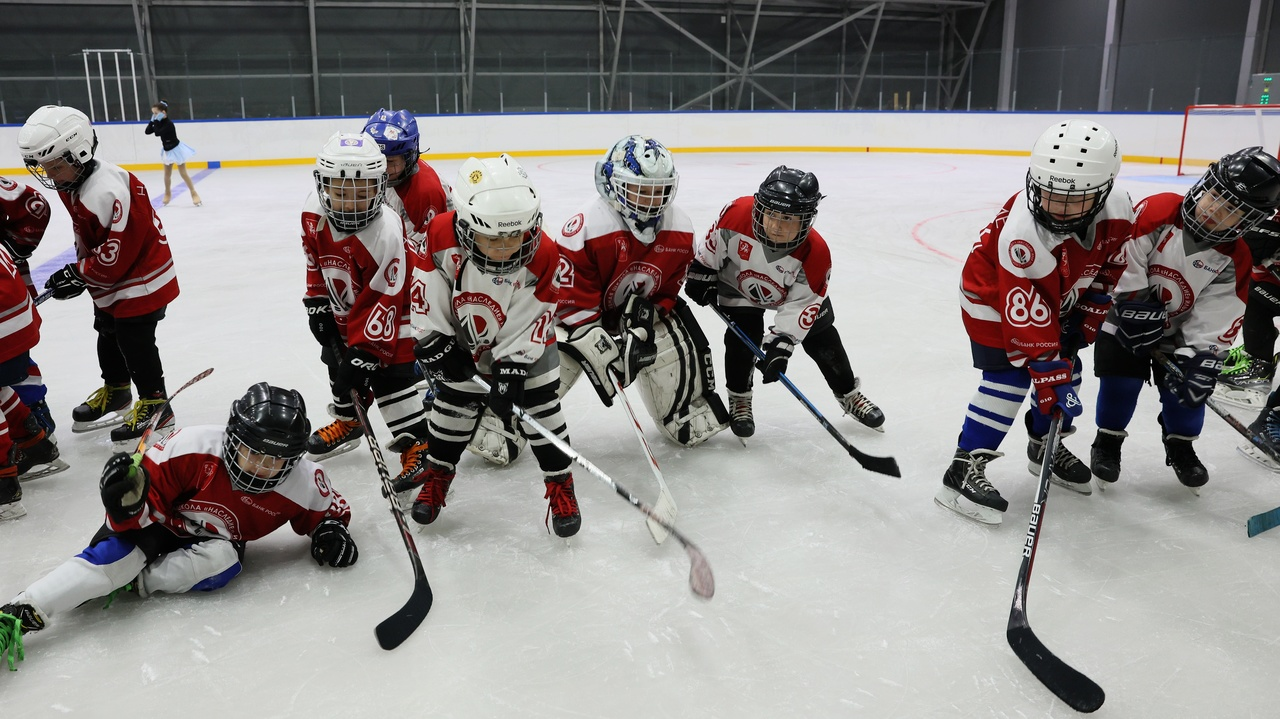
Юные хоккеисты в селе Уютное Сакского района, 2023 год

В Крыму никогда не популяризировались зимние виды спорта, поэтому ими занимаются порядка 10-20 % крымских спортсменов. По состоянию на февраль 2014 года в Крыму функционировал только один зимний спортивный комплекс с секциями по фигурному катанию и хоккею. При этом на должность тренеров приходилось искать специалистов из-за пределов полуострова. К 2022 году на полуострове работало три ледовых катка: один в Ялте и два в Симферополе, а пригодным для соревнований был лишь частный каток «Консоль-спорт» в столице Крыма.
В Крымских горах есть возможность заниматься лыжными гонками, сноубордом, тюбингом и катанием на санках. На Ай-Петри имеется шесть лыжных трасс длиной от 120 до 1030 метров. Действуют в Крыму две школы зимних видов спорта «Наследие» Ильи Авербуха в Симферополе и Уютном, близ Евпатории.
Хоккей в Крыму начал развиваться после строительства в Севастополе катка в торговом центре «Муссон» в 2007 году. Первая крымская мужская хоккейная команда «Легион» была основана 12 апреля 2008 года и состояла из игроков Симферополя, Севастополя и Ялты. В сезоне 2009/10 «Легион» выступил в дивизионе «Б» чемпионата Украины, а в 2012 году крымчане стали победителями Кубка Чёрного моря, любительского турнира среди команд юга Украины. Первая женская хоккейная команда появилась в Симферополе в феврале 2014 года. С 2015 года на полуострове проводится любительская Ночная хоккейная лига.

## Спортивная инфраструктура

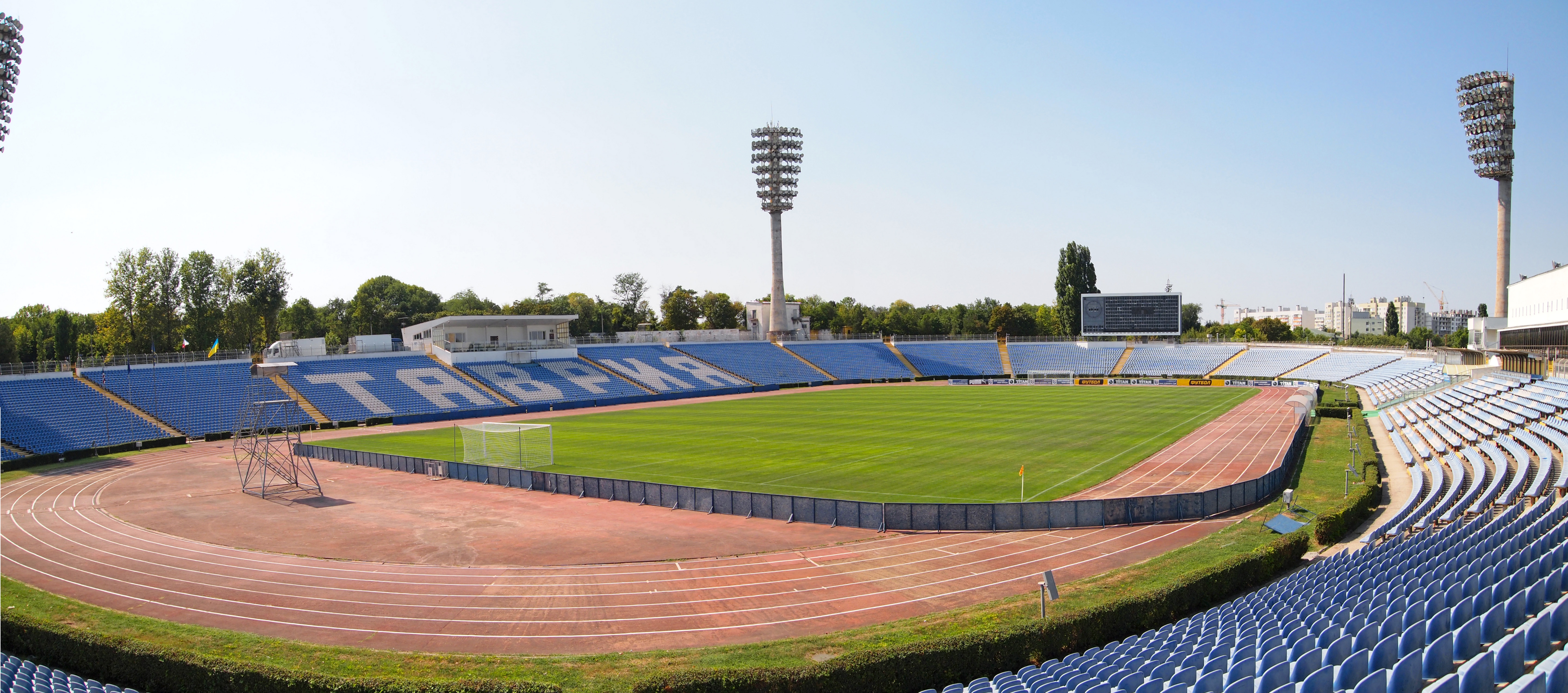
Стадион «Локомотив» в Симферополе

По состоянию на 2017 году в Крыму (без Севастополя) было 2857 спортивных сооружений. В их число входило 35 стадионов с трибунами, вместимостью более 1500 мест, 732 спортивных зала, 4 манежа, 22 бассейна, 1 лыжная база, 79 тиров. Согласно программы Российской Федерации «Развитие физической культуры и спорта» за 2017 год уровень обеспеченности населения спортивными сооружениями, исходя из единовременной пропускной способности спортивных объектов, в 2017 году в Крыму не соответствовал нормам, так как составлял лишь 28,2 % от установленного объёма в 33 %.
Крупнейшей спортивной ареной на территории Крыма является стадион «Локомотив» в Симферополе, вмещающий 19 тысяч зрителей. Важными объектами являются Национальный центр паралимпийской и дефлимпийской подготовки и реабилитации инвалидов в Евпатории, учебно-спортивная база «Авангард» в Ялте, Олимпийский учебно-спортивный центр «Спартак» в Алуште и учебно-спортивная база «Динамо» в Феодосии.

## Спортивное образование
В 2016 году в Крыму (без Севастополя) работало 52 организации спортивного направления, включая 29 детско-юношеских спортивных школ. Системная подготовка спортсменов осуществляется в Крымском училище олимпийского резерва в селе Краснолесье Симферопольского района и Республиканской школе высшего спортивного мастерства в Симферополе. В рамках федеральной программы «Развитие физической культуры и спорта в РФ на 2016—2020 годы» база училища олимпийского резерва была полностью реконструирована.
В Таврическом национальном университете в Симферополе вёл работу факультет физической культуры и спорта, созданный в 1930 году. После 2014 года он продолжил работу в структуре Академии Крымского Федерального университета.

## Организация спорта
Регулирование и реализация политики в области физической культуры и спорта на территории Крыма в настоящее время осуществляется Министерством спорта Республики Крым, созданном в 2014 году новыми российскими властями полуострова и входящей в систему исполнительных органов власти Республики Крым. До 2014 года эти функции были возложены на Министерство образования и науки, молодёжи и спорта Автономной Республики Крым. Действующим министром спорта Республики Крым является Ольга Торубарова, уроженка Калужской области.
В Севастополе организацией физической культурой и спорта занимается Управление спорта города Севастополя, которое является частью правительства Севастополя. Пост начальника управления занимает Сергей Резниченко.
Ранее на территории полуострова работало местное отделение Национального олимпийского комитета Украины, которое с 1998 года возглавлял Евгений Михайлов. В 2016 году был создан Олимпийский совет Республики Крым, ставший частью Олимпийского комитета России. Его президентом стал депутат Государственного совета Крыма Евгений Михайлов. В Севастополе функционирует Олимпийский совет города Севастополя под руководством Владимира Весёлкина.

### Федерации
По состоянию на 19 июля 2024 года в реестре региональных спортивных федераций Республики Крым числилось 104 организации по различным видам спорта.
- Авиамодельный спорт
- Авиационные гонки
- Автомобильный спорт
- Айкидо
- Акробатический рок-н-ролл
- Армрестлинг
- Альпинизм
- Бадминтон
- Баскетбол
- Бейсбол
- Бильярдный спорт
- Бодибилдинг
- Бокс
- Борьба на поясах
- Боулспорт
- Велосипедный спорт
- Водное поло
- Воздухоплавательный спорт
- Волейбол
- Восточное боевое единоборство
- Всестилевое каратэ
- Гиревой спорт
- Го
- Гонки дронов (беспилотных воздушных судов)
- Гонки с препятствиями
- Городошный спорт
- Гребной спорт
- Гребля на байдарках и каноэ
- Дзюдо
- Джиу-джитсу
- Зимнее плавание
- Каратэ
- Кёрлинг
- Кикбоксинг
- Кинологический спорт
- Киокусинкай
- Киокушин
- Компьютерный спорт
- Конный спорт
- Корэш
- Кудо
- Лазерный бой
- Легкая атлетика
- Лапта
- Микрофутзал
- Мотоциклетный спорт
- Нарды
- Настольный теннис
- Падел
- Парусный спорт
- Пауэрлифтинг
- Пилонный спорт
- Плавание
- Подводный спорт
- Полиатлон
- Практическая стрельба
- Прыжки на батуте
- Радиоспорт
- Регби
- Роллер спорт
- Роуп скиппинг (спортивная скакалка)
- Рукопашный бой
- Рыболовный спорт
- Самбо
- Силовой экстрим
- Синхронное плавание
- Скалолазание
- Смешанное боевое единоборство (ММА)
- Софтбол
- Спорт лиц с поражением ОДА
- Спорт сверхлегкой авиации
- Спорт глухих
- Спорт слепых
- Спортивная акробатика
- Спортивная борьба
- Спортивная гимнастика
- Спортивное метание ножа
- Спортивное ориентирование
- Спортивное программирование
- Спортивный туризм
- Стендовая стрельба
- Стрельба из лука
- Сумо
- Муай-тай
- Танцевальный спорт
- Тхэквондо
- Тхэквондо ИТФ
- Тхэквондо ГТФ
- Тхэквондо МФТ
- Тяжёлая атлетика
- Ушу
- Универсальный бой
- Фигурное катание на коньках
- Фиджитал спорт
- Фитнес-аэробика
- Фехтование
- Футбол
- Хоккей
- Хоккей на траве
- Художественная гимнастика
- Чир спорт
- Шахматы
- Шашки
- Эстетическая гимнастика

## Лучшие спортсмены
С 1985 по 2013 год газета «Крымская правда» определяла лучших спортсменов полуострова по итогам года. Наибольшее число побед (по четыре) принадлежат велогонщику Виктору Климову и художественной гимнастке Екатерине Серебрянской.
- 1985 — Виктор Климов (велоспорт)
- 1986 — Виктор Климов (велоспорт)
- 1987 — Виктор Климов (велоспорт)
- 1988 — Татьяна Половинская (лёгкая атлетика)
- 1989 — Виктор Климов (велоспорт)
- 1990 — Светлана Савенкова (художественная гимнастика)
- 1991 — Светлана Савенкова (художественная гимнастика)
- 1992 — Наталья Кищук (велоспорт)
- 1993 — Екатерина Серебрянская (художественная гимнастика)
- 1994 — Екатерина Серебрянская (художественная гимнастика)
- 1995 — Екатерина Серебрянская (художественная гимнастика)
- 1996 — Екатерина Серебрянская (художественная гимнастика)
- 1997 — Эльдар Асанов (вольная борьба)
- 1998 — Артур Айвазян (пулевая стрельба)
- 1999 — Владислав Пискунов (лёгкая атлетика)
- 2000 — Сергей Доценко (бокс)
- 2001 — Любомир Полатайко (велоспорт)
- 2002 — Артур Айвазян (пулевая стрельба)
- 2003 — Виталий Попков, Роман Кононенко, Любомир Полатайко, Владимир Загородний (велоспорт)
- 2004 — Сергей Карякин (шахматы)
- 2005 — Людмила Выпирайло (велоспорт)
- 2006 — Максим Оберемко (парусный спорт)
- 2007 — Сергей Карякин (шахматы)
- 2008 — Артур Айвазян (пулевая стрельба)
- 2009 — Александр Усик (бокс)
- 2010 — Артём Иванов (тяжёлая атлетика)
- 2011 — Александр Усик (бокс)
- 2012 — Александр Усик (бокс)
- 2013 — Анна Ризатдинова (художественная гимнастика)